# Surmia żółtokwiatowa

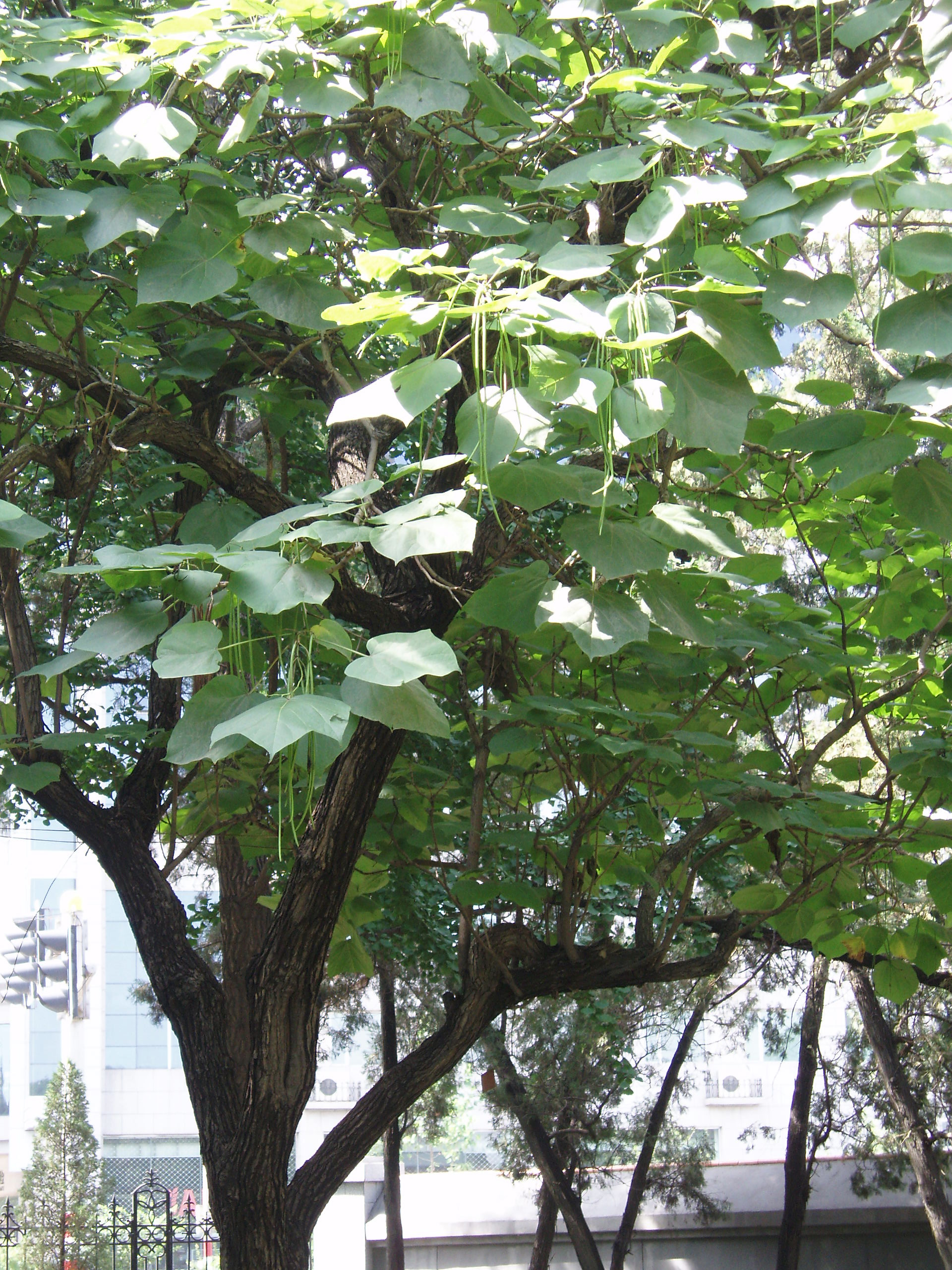
Ulistniona korona drzewa

Surmia żółtokwiatowa (Catalpa ovata) – gatunek drzewa liściastego o szerokiej koronie  należący do rodziny bignoniowatych. Drzewo to jest gatunkiem typowym dla Chin i Tybetu, gdzie dorasta do 10-15 metrów wysokości, ze względu na jej dekoracyjność, uprawia się ja w wielu krajach w tym w Polsce.

## Morfologia
PokrójDrzewo o szerokiej koronie osadzonej na krótkim pniu, rzadko dorasta 15 metrów wysokości, z reguły jest to około 10 metrów.
LiścieSzerokojajowate dorastające do 10–20 cm, podzielone do 2 par bocznych klap, z wierzchu liście aksamitnie owłosione, od spodu nagie, z plamkami nektarników w kątach łączeń nerwacji liści, nerwacja barwy ciemnowiśniowej, dojrzałe liście lekko sztywne i na wierzchołku krótko-zaostrzone.
KwiatyNieduże dorastające maksymalnie do 3 cm ∅, skupione w wielokwiatowych wiechach, barwy kremowej lub żółtawej z ciemniejszymi smugami i plamkami, miododajne.
OwocePodobne do owoców surmii bignoniowej torebki – długie i cylindryczne. Pozostają na drzewie przez całą zimę.
KorzenieMięsiste i dość grube, słabo rozgałęzione.

## Wymagania
Drzewo ciepło- i światłolubne, wymagające miejsc nasłonecznionych, a także osłoniętych od wiatrów. Dobrze rośnie na glebach suchych, toleruje również gleby piaszczyste suche, oraz żyzne i świeże. 

## Zastosowanie
Najmniej dekoracyjna surmia z wszystkich uprawianych w Polsce, ze względu na mało efektowne kwiaty, jednak wysoko odporna na zanieczyszczenia miejskie i najbardziej odporna na mrozy. Używana do nasadzeń alejowych i pojedynczych jako drzewo soliterowe.